# Übernahmekommission
Die Übernahmekommission ist eine schweizerische Bundesbehörde mit Sitz in Zürich. Sie überprüft die Einhaltung der Bestimmungen über öffentliche Kaufangebote (Übernahmesachen) von Firmen im Einzelfall.

## Geschichte
Die Behörde wurde im Zuge des Inkrafttretens des Bundesgesetzes über die Börsen und den Effektenhandel (BEHG) vom 24. März 1995 geschaffen. Sie beschäftigte laut eigenen Angaben in den Jahren 2016 und 2017 maximal 10 Mitarbeiter in Vollzeit.
Die Eidgenössische Finanzmarktaufsicht (FINMA) bestellt nach Anhörung der Börsen die Kommission für öffentliche Kaufangebote (Übernahmekommission). Für die Oberaufsicht über die Kommission ist der Verwaltungsrat der FINMA zuständig.

## Aufgaben
Die Übernahmekommission erlässt als erste Instanz die Verfügungen, die zum Vollzug des Übernahmewesens bei öffentlichen Kaufangeboten notwendig sind. Die Kommission setzt sich aus sachverständigen Vertretern der Effektenhändler, der kotierten Gesellschaften und der Anleger zusammen.
Aufgaben der Gesamtkommission sind:
- Verabschiedung der Verordnung und der Reglemente der Übernahmekommission und deren Unterbreitung an die Eidgenössische Finanzmarktaufsicht (FINMA) zur Genehmigung
- Ausübung des Antragsrechts gegenüber der FINMA betreffend Erlass oder Änderung von Bestimmungen über die Pflicht zur Unterbreitung eines Angebotes
- Verabschiedung des jährlichen Tätigkeitsberichts zuhanden der FINMA
- Erlass von Rundschreiben, Mitteilungen und Stellungnahmen von allgemeiner Tragweite
- Genehmigung des Budgets
- Bezeichnung der Prüfgesellschaft
- Genehmigung der Jahresrechnung
- Entscheidung über seitens der Ausschüsse unterbreitete Fragen

## Organe
Die Übernahmekommission besteht aus folgenden Organen:
- der Gesamtkommission
- den Ausschüssen
- dem Präsidenten oder der Präsidentin
- dem Vizepräsidenten oder der Vizepräsidentin
- dem Sekretariat